# Patacamaya
Patacamaya ou Patak Amaya (Aimará) é uma cidade da Bolívia, situada no departamento de La Paz. É a sede do Município de Patacamaya, a quinta seção municipal da Província de Aroma. Patacamaya fica no Altiplano, aproximadamente 100 km a sudeste de La Paz. Na interseção entre a 'Carretera 1' que vai de La Paz a Oruro, bem como Cochabamba, e a 'Carretera Arica -La Paz'. A rodovia 'Tambo Quemado' é uma das estradas internacionais mais importantes que atravessa a Bolívia.

## Nome
O nome da cidade originou-se de uma guerra ocorrida na década de 1920 entre os povos originários aimarás e quíchuas. A palavra Patakamaya é um conglomerado de duas palavras; "pataka" significa "100" e "amaya" significa "morto", referindo-se às vítimas da guerra.

## Observatório
Situadado a 3.789 metros acima do nível do mar, Patacamaya é um local privilegiado para observação astronômica. Sua área pouco povoada mantém a poluição luminosa no mínimo, tornando-a um local ideal para um observatório astronômico. O 'Observatorio de Patacamaya' foi construído em 1973 com a ajuda dos soviéticos. No entanto, desde 1983, a UMSA (Universidade Maior de San Andrés) mantém o observatório.
O telescópio no observatório é um telescópio Celestron de 40 cm de diâmetro. O observatório também contém duas astrocâmeras, uma AFU-75 e CCD SBIG ST-5, entre outros equipamentos astronômicos. Este equipamento tem sido extremamente útil para estudantes que pesquisam eventos como a passagem do Cometa Halley e do Cometa Shoemaker Levy 9.

## Temperaturas anuais
Gráfico do clima Em Patacamaya (Bolívia), no formato Walter e Lieth, em metros, °Celsius e millímetros, feito com Geoklima 2.1